# Cocido cundiboyacense
El cocido cundiboyacence es un plato típico del altiplano sabanero de Cundinamarca y Boyacá en el centro de Colombia.
El cocido tiene papas de diferentes tipos, alverjas tiernas en sus vainas, cubios, ibias, mazorca, habas, chuguas, costilla de cerdo, tocino, longaniza y carne de res.